# 85丁目-フォレスト・パークウェイ駅
85丁目-フォレスト・パークウェイ駅（85ちょうめ-フォレスト・パークウェイえき、英語: 85th Street-Foest Parkway）はクイーンズ区ウッドヘイブンの85丁目とジャマイカ・アベニュー交差点に位置するニューヨーク市地下鉄BMTジャマイカ線の駅である。J系統が終日停車する。ラッシュ時混雑方向に運転されるZ系統は通過する。

## 駅構造
| P ホーム階 | 相対式ホーム、右側のドアが開く | 相対式ホーム、右側のドアが開く                                                                                     |
| P ホーム階 | 南行緩行線                     | ← ブロード・ストリート駅行き（朝ラッシュ：サイプレス・ヒルズ駅、その他時間帯：75丁目-エルダーツ・レーン駅） ← 通過 |
| P ホーム階 | 中央線                         | → 未敷設 |
| P ホーム階 | 北行緩行線                     | → ジャマイカ・センター-パーソンズ/アーチャー駅行き（ウッドヘイブン・ブールバード駅）→ 通過 →                       |
| P ホーム階 | 相対式ホーム、右側のドアが開く | |
| M          | 改札階                         | 改札口、駅員詰所、メトロカード自動券売機                                                                           |
| G          | 地上階                         | 出入口 |

1917年5月28日に駅は開業し相対式ホーム2面2線の構造を持つ。中央に急行線を設置できるようスペースがある。開業時はフォレスト・パークウェイ駅だったが、1988年2月20日に閉鎖されたため、現在は85丁目側のみに出入口がある。
1950年代後半から1960年代にかけて、ニューヨークシティ・トランジット・オーソリティは、当駅西側の80丁目付近からクレセント・ストリート駅東側までとグラント・ストリート付近の再建を計画していた。これには急行線の敷設も含まれていた。しかし実行はされなかった。1966年に現在の駅名になっている。

### 出口
ホーム北端から改札へ階段があり地上への階段は85丁目に通じる。